# Algar (geomorfologia)

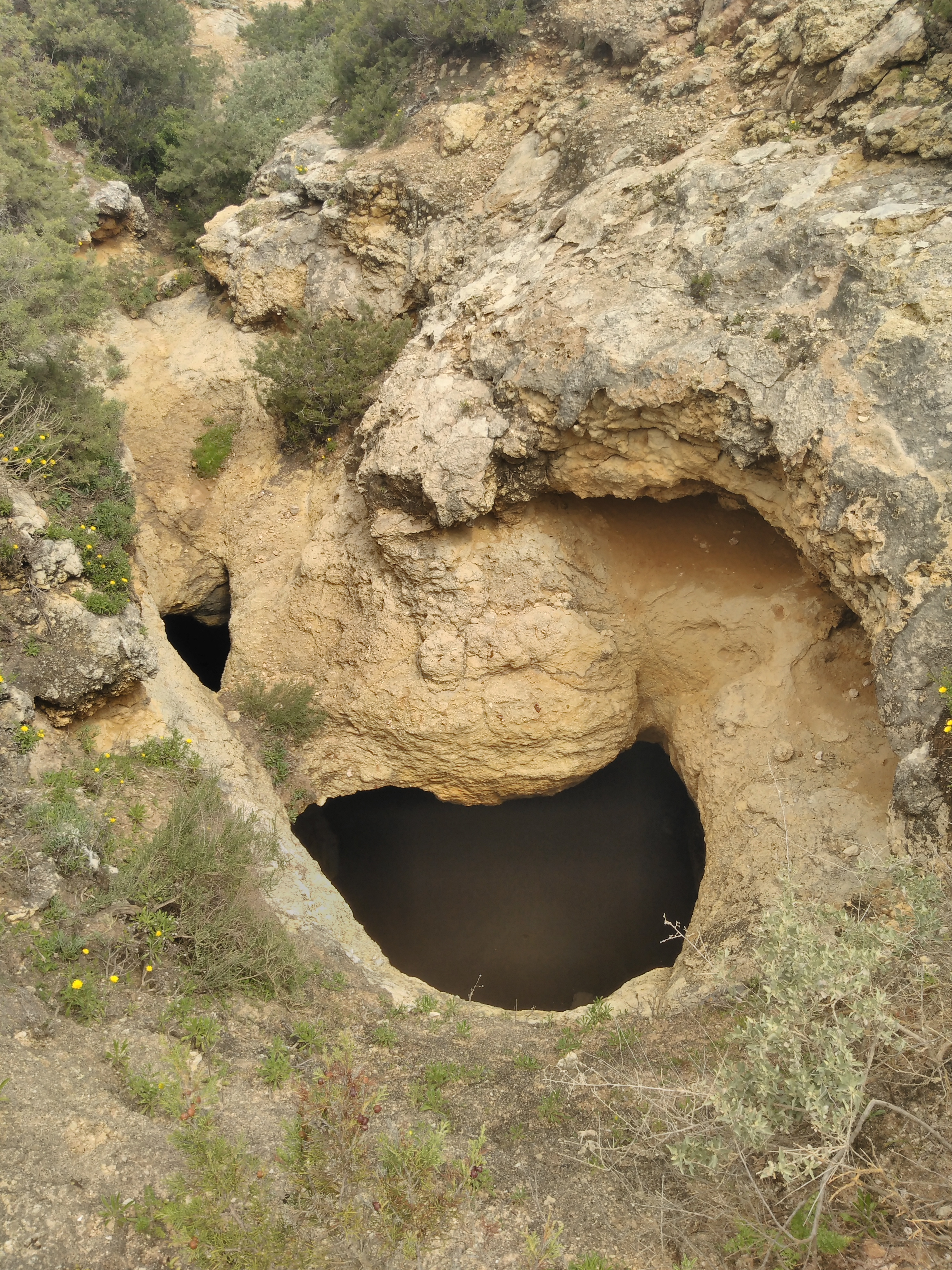
Algar natural em rocha calcária

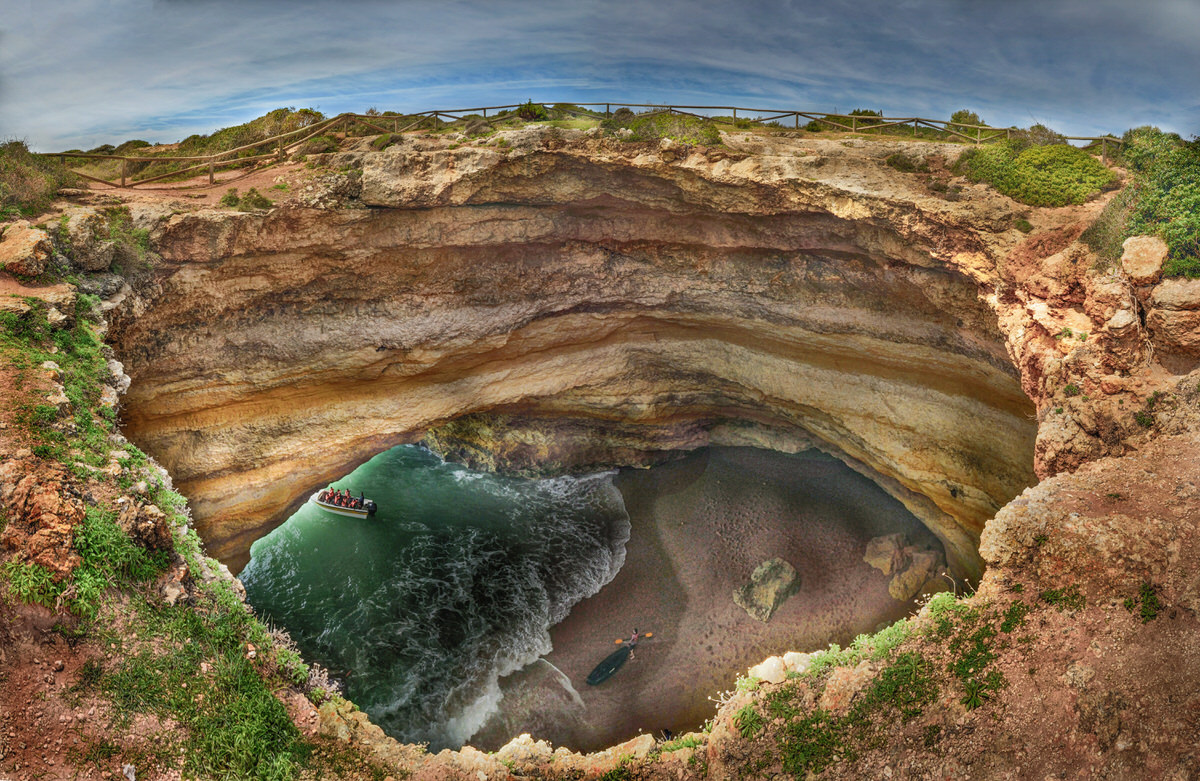
O internacionalmente famoso Algar de Benagil perto da Praia da Marinha, no concelho de Lagoa, Algarve.

Algar é uma cavidade natural de desenvolvimento predominantemente vertical. Em Portugal é, embora raras vezes, também chamado de algarão ou algarocho.
Pode ter várias origens: pode ser escavado naturalmente por águas que sobem ou descem (como é no caso nas ilhas dos Açores) ou pode também ser produzido por movimentos de lavas bastante fluidas que se movimentam no interior da terra e que, ao recuarem com alguma rapidez, deixam uma caverna aberta no seu lugar.
Os algares são muito comuns na região do Barlavento do Algarve, a sul de Portugal, tendo a sua maior concentração no lugar da Caramujeira, situada no concelho de Lagoa. Os algares formam-se, normalmente, em pisos calcários onde devido aos agentes erosivos a rocha vai erodindo formando assim uma cavidade. A água da chuva, de natureza ácida devido ao teor em dióxido de carbono, provoca a dissolução dos calcários, essencialmente constituídos por carbonato de cálcio, conseguindo ampliar as fissuras da rocha e infiltrar-se até grandes distâncias, formando autênticos rios subterrâneos e uma paisagem típica: a paisagem cársica.
Quanto à gênese, os algares classificam-se em:
- algar de dissolução – tem a forma de um poço, derivando da dissolução do calcário na vertical
- algar de abatimento – tem a forma de um sino, uma vez que a sua origem se deve ao abatimento da sala de uma galeria

Existe também uma forma mista, que resulta da dissolução junto à superfície, com abatimento na sua base.

## Etimologia
O termo provém do árabe al-ĝār, que significa 'caverna' ou 'cova'.